# Wojska przeciwlotnicze ludowego Wojska Polskiego
Wojska przeciwlotnicze ludowego Wojska Polskiego – jeden z rodzajów wojsk Wojska Polskiego w latach 1943-1990.

## Artyleria przeciwlotnicza na froncie wschodnim

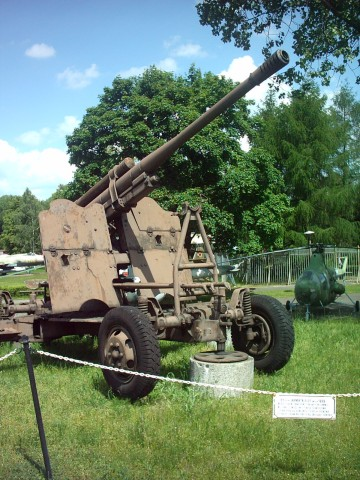
85 mm armata przeciwlotnicza wz.39

W dniu zakończenia wojny w artylerii przeciwlotniczej znajdowały się: 
- 1 Dywizja Artylerii Przeciwlotniczej
- 3 Dywizja Artylerii Przeciwlotniczej
- 4 Dywizja Artylerii Przeciwlotniczej
- 26 Pułk Artylerii Przeciwlotniczej
- 32 Pułk Artylerii Przeciwlotniczej
- 1 samodzielny dywizjon artylerii przeciwlotniczej
- 11 samodzielny dywizjon artylerii przeciwlotniczej
- 10 kompania obserwacyjno-meldunkowa
- 11 kompania obserwacyjno-meldunkowa
- 12 kompania obserwacyjno-meldunkowa

Jednostki te liczyły 8500 żołnierzy

## Pokojowa reorganizacja artylerii przeciwlotniczej
We wrześniu 1945 roku dywizje artylerii przeciwlotniczej zostały przekształcone w pułki. Były to: 84 pułk artylerii przeciwlotniczej w Brzegu,  86 paplot w Poznaniu. i 88 paplot w Gdyni-Orłowie. Wszystkie posiadały etat pokojowy o stanie osobowym 732 żołnierzy. Jednocześnie rozformowano 32 paplot  i dywizjony artylerii przeciwlotniczej.
W 1946 roku wszystkie pułki artylerii przeciwlotniczej przeformowano na nowy etat zmniejszający liczbę żołnierzy każdego z nich o 27%. W lutym 1947 roku wprowadzono kolejny etat, który zredukował stan osobowy pułków o niecałe 3%.

## Okres przyspieszonego rozwoju wojsk przeciwlotniczych

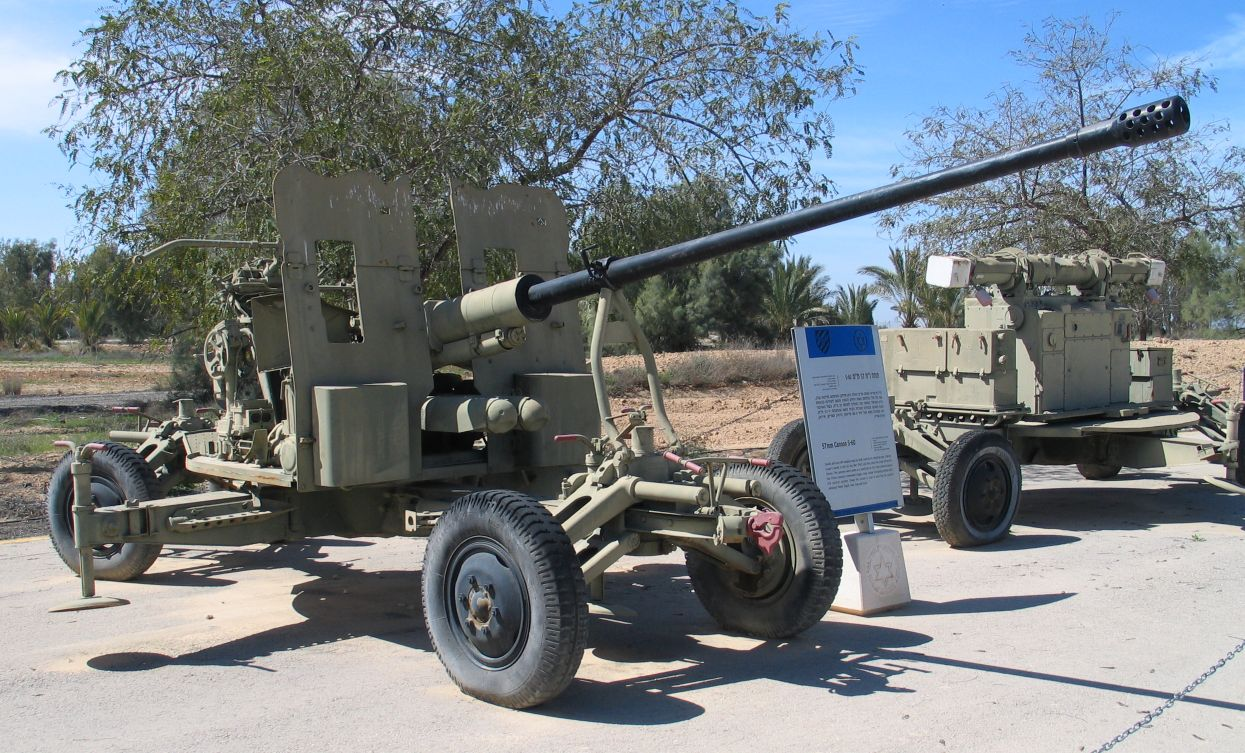
S-60

Na początku 1950 roku znajdujący się w OW Śląsk 86 paplot został przeformowany na pułk artylerii obrony przeciwlotniczej obszaru kraju o stanie osobowym 1046 żołnierzy. 84 paplot z OW Pomorze i 88 paplot z OW Śląsk przeniesiono na etaty pa OPL jednak o niższych stanach obejmujących 991 żołnierzy. 
Latem 1950 roku, na bazie wydzielonych dywizjonów 86 pa OPL sformowano 64. i 87 pa OP nowej 9 Dywizji Artylerii OPL. Od podstaw utworzono 94 pa OPL. Dywizja liczyła 4200 żołnierzy. Dowództwo znajdowało się w Warszawie, a poszczególne pułki w: Poznaniu, Łowiczu, Skierniewicach i Legionowie. Planowano utworzyć 21 Dywizję Artylerii OPL. Ostatecznie zrezygnowano z organizowania 21 DA OPL, a w marcu 1951 roku w Bytomiu rozpoczęto formowanie dowództwa 7 Korpusu Artylerii OPL. Dwa miesiące później zaczęto organizować pułki artylerii OPL dla korpusu. Były to: 85 pa OPL w Bytomiu, 89 pa OPL w Chorzowie, 90 pa OPL w Nowej Hucie, 96 pa OPL w Zabrzu, 97 pa OPL w Będzinie, 98 pa OPL we Wrocławiu i 99 pa OPL w Ząbkowicach.  Oprócz tych pułków sformowano samodzielne jednostki, jak: 115 pa OPL w Nisku i 136 pa OPL w Mielcu. W pozostałych okręgach tworzono tylko samodzielne pułki artylerii OPL. W OW Pomorze były to: 60 pa OPL w Gdyni i 126 pa OPL w Szczecinie, a w OW Śląsk: 3 pa OPL w Zgierzu i 14 pa OPL w Poznaniu. Przeformowano też 9 DA OPL Do jej składu wszedł dodatkowo 142 Pułk Reflektorów. Stan osobowy dywizji zwiększył się do 4300 żołnierzy. Jednocześnie ze składu wojsk OPL wyłączono 84. i 88 pa OPL.  Na bazie 84 paplot powstała w Brzegu 11 DAPlot licząca etatowo 1952 żołnierzy, a na bazie 88 pa OPL 16 DAPlot z dowództwem w Koszalinie.  
W lutym 1952 roku 60 pa OPL przekazany został do Marynarki Wojennej. 
W maju 1952 roku  w OW Kraków zrezygnowano z formowania w Mielcu 136 pa OPL. Jednostkę o tej samej nazwie zaczęto natomiast organizować w Mrzeżynie na terenie OW Pomorze. W październiku, podjęto decyzję o rozformowaniu dowództwa 7 KArt OPL. Większość z pułków artylerii znajdujących się dotychczas w tym korpusie wykorzystano do sformowania 13 Dywizji Artylerii OPL z dowództwem w Bytomiu. W OW Śląsk, w oparciu o 3. i 14 samodzielny pułk artylerii OPL oraz 98. i 99.  pułki korpusu utworzono 15 Dywizję Artylerii OPL, której dowództwo umieszczono we Wrocławiu. W dywizjach ogólnowojskowych rozpoczęto formowanie dywizjonów przeciwlotniczych
Na przełomie 1952 i 1953 roku wszystkie pułki artylerii OPL przeniesiono na nowe etaty, które obniżały ich stany osobowe o 10-12%.  
W marcu 1953 roku ze składu 13 DA OPL wyłączono 90 pa OPL, który usamodzielniono. Tym samym skład 13 DA OPL ujednolicono, jak w pozostałych dywizjach tego typu. 
Jesienią 1954 roku wszystkie jednostki podlegające Dowództwu Wojsk OPL zostały podporządkowane Dowództwu Wojsk Lotniczych i Obrony Przeciwlotniczej Kraju wychodząc tym samym ze składu wojsk lądowych .
W 1949 roku stan osobowy artylerii przeciwlotniczej zwiększył się z 1700 do 2200 żołnierzy. W latach 1950–1952 nastąpił jej dynamiczny rozwój związany z rozbudową systemu OPL kraju. W połowie 1952 roku wojska te liczyły już 10300 żołnierzy.